# Noordenveld
Pronunciação
Midden-Drenthe é um município da província de Drente nos Países Baixos. A 1 de janeiro de 2014 contava com uma população de 31 110 habitantes sobre uma superfície de 205,32 km ², dos que 4,33 km ² correspondem à superfície ocupada pela água, com uma densidade de 155 h/km². O município criou-se a 1 de janeiro de 1998 pela fusão de Norg, Peize e Roden, antigos municípios.
Conta com 26 núcleos de população oficiais. A prefeitura localiza-se em Roden, que com 14 844 habitantes é também a população de maior tamanho do município.

## Galeria de imagens

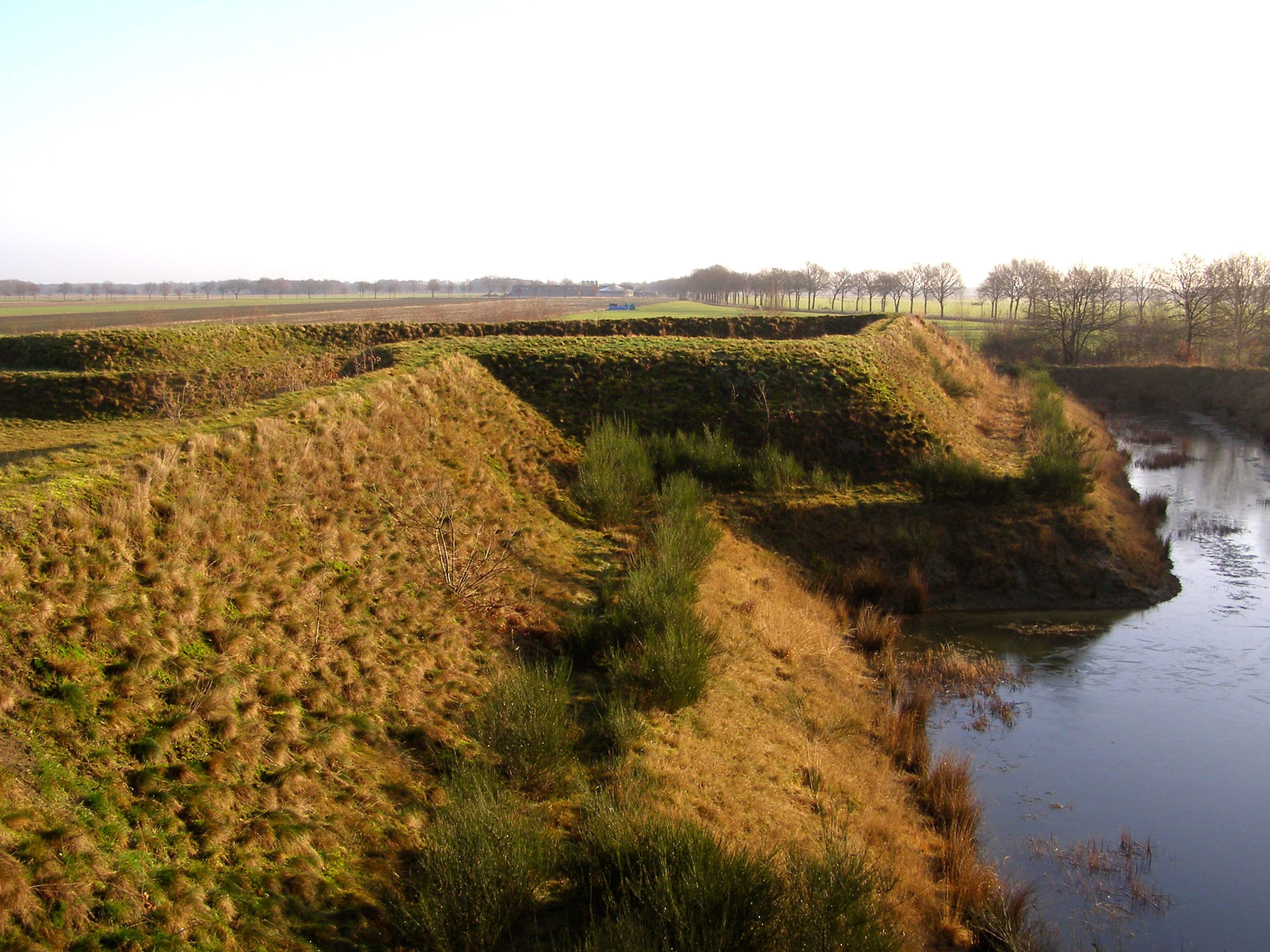
Muralha em Een
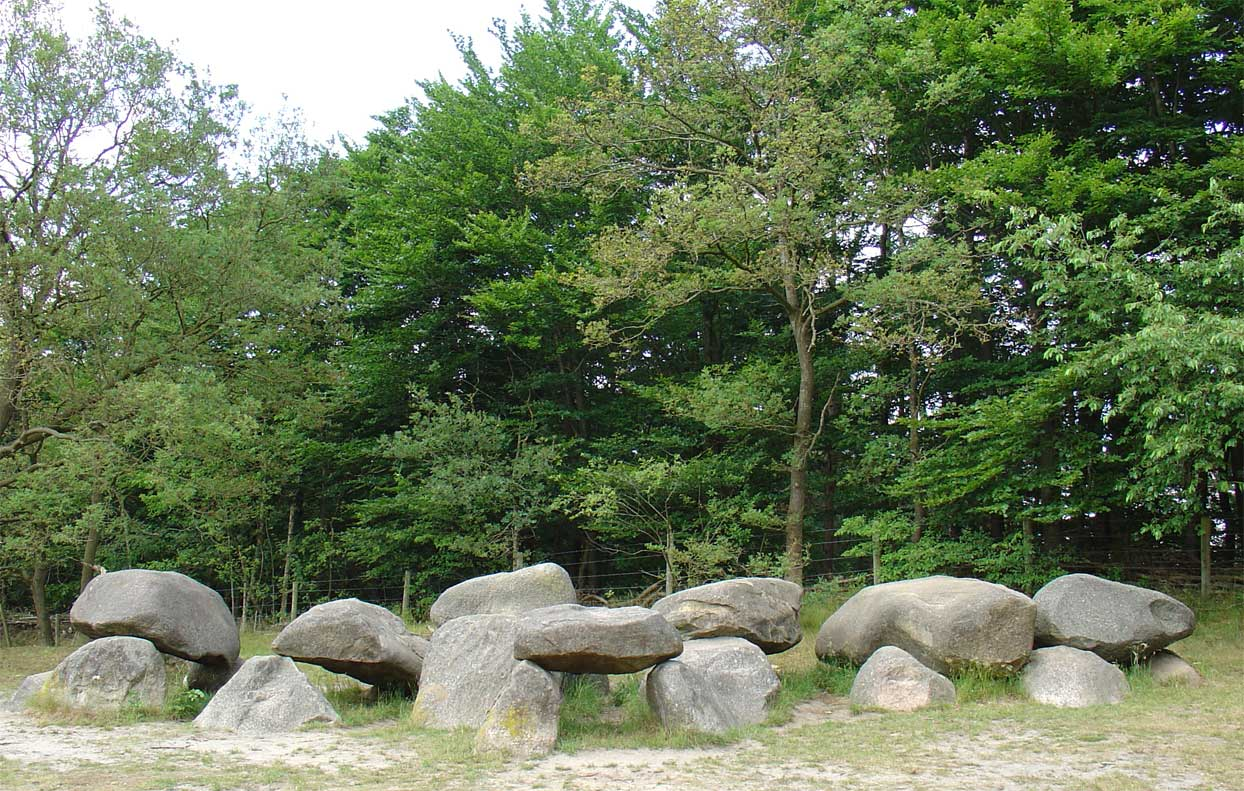
Dólmen em Steenbergen
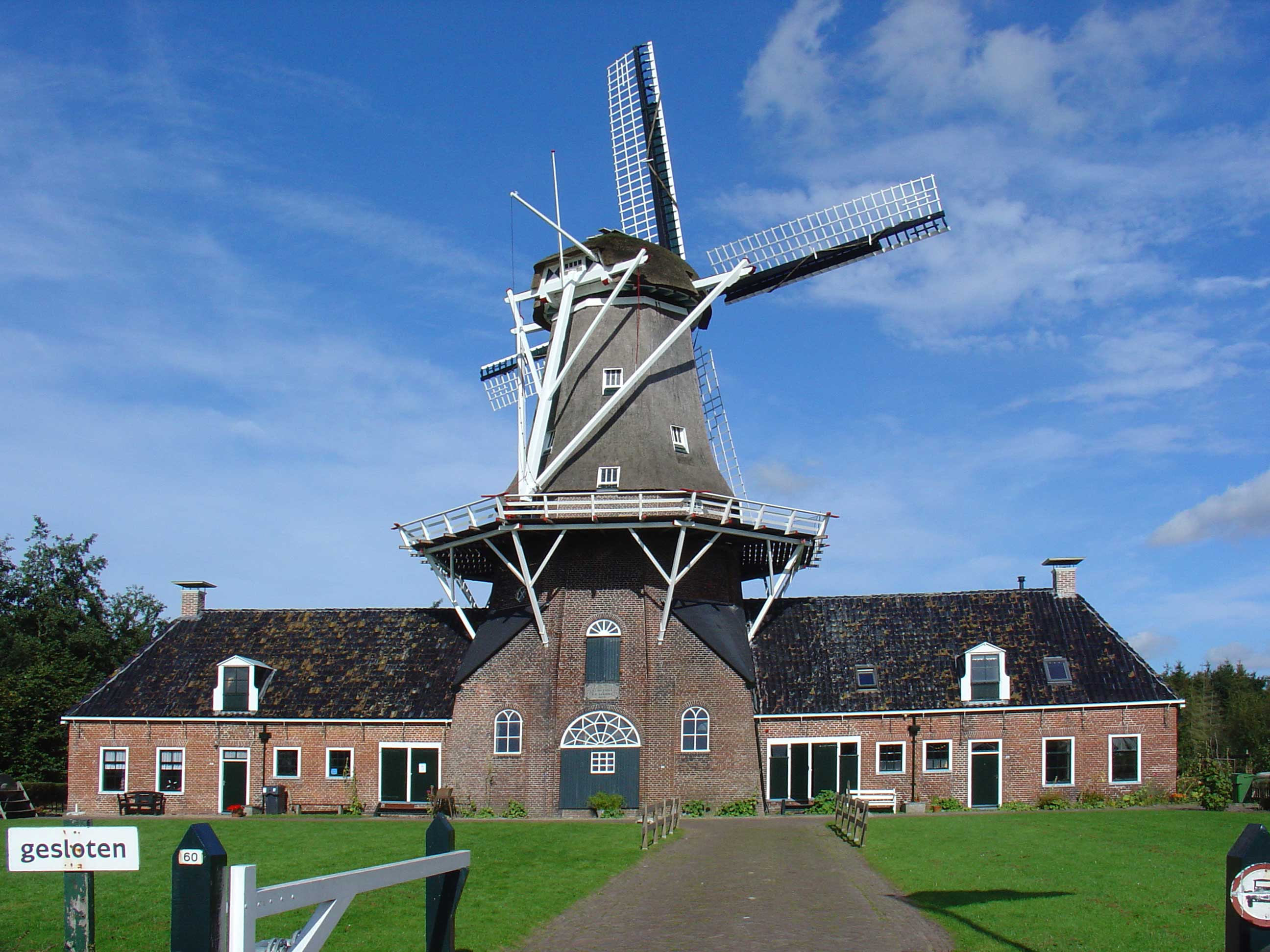
Moinho de polder em Roderwolde
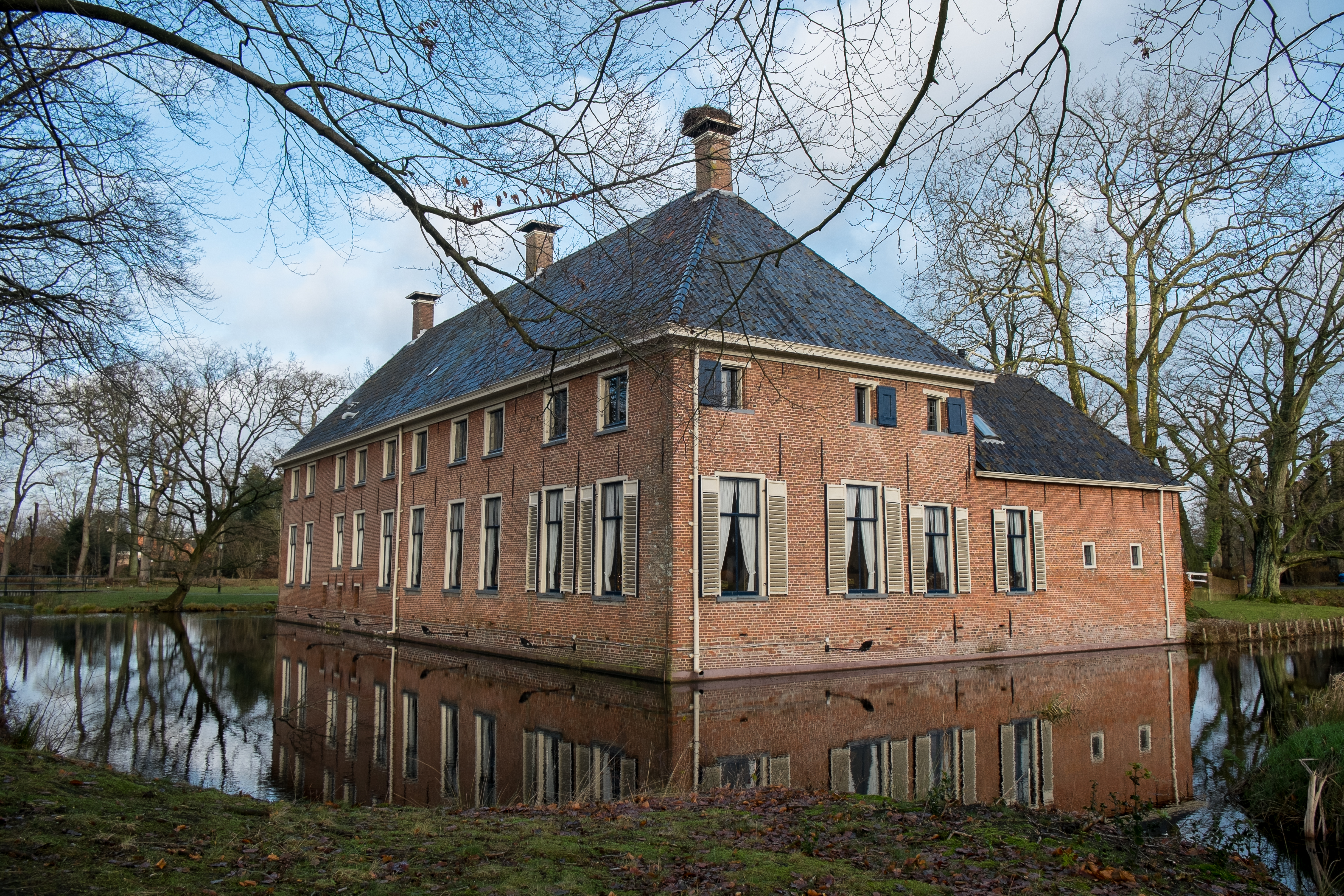
Roden, vila fortificada